# 精河南站
精河南站位于中华人民共和国新疆维吾尔自治区博尔塔拉蒙古自治州精河县茫丁乡东庄村，是精伊霍铁路上的火车站，2009年12月18日启用。

## 歷史
- 2009年12月18日启用。

## 車站周邊
- 精河温州大酒店
- 精河路政管理局
- 精河县道路运输管理局
- 精河客运站
- 中国邮政储蓄银行精河县支行
- 中国邮政乌鲁木齐路邮政支局
- 中国石油新疆博州精河加油站
- 中国电信精河乌鲁木齐路营业厅
- 中国农业银行精河县支行
- 中国工商银行精河支行
- 精河县人民医院
- 精河县人民政府

## 外部連結
- 中国铁路客户服务中心 （页面存档备份，存于）